# خانه گلبتان
خانه گلبتان یکی از بناهای بسیار زیبای دوره قاجاریه در بندر کنگ از توابع شهرستان بندر لنگه و از نقاط دیدنی استان هرمزگان در جنوب ایران است. این خانهٔ اثری دارای تعداد اتاق در پیرامون یک حیاط مرکزی و چند بادگیر است. طاق‌ها و گچبری‌های زیبای آن نمایانگر هنر استادکاران آن دوره می‌باشد.
خانه گلبتان در تاریخ ۳ اسفند ۱۳۷۷ با شمارهٔ ثبت ۲۲۲۹ به‌عنوان یکی از آثار ملی ایران به ثبت رسیده است. این خانهٔ اثری دارای تعداد اتاق در پیرامون یک حیاط مرکزی و چند بادگیر است . طاق‌ها و 
گچبری‌های زیبای آن نمایانگر هنر استادکاران آن دوره می‌باشد.

## منابع

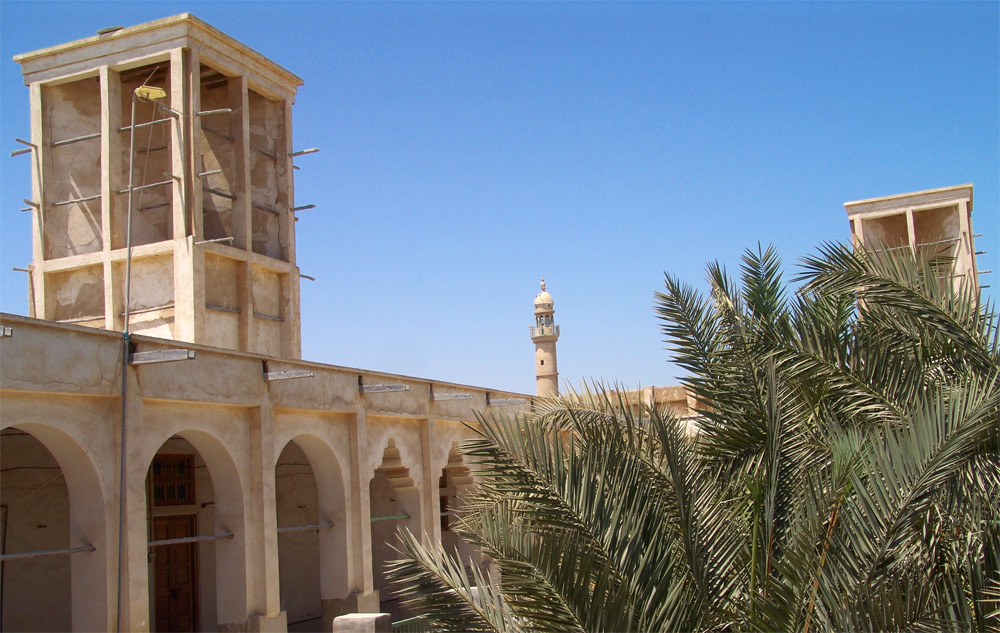

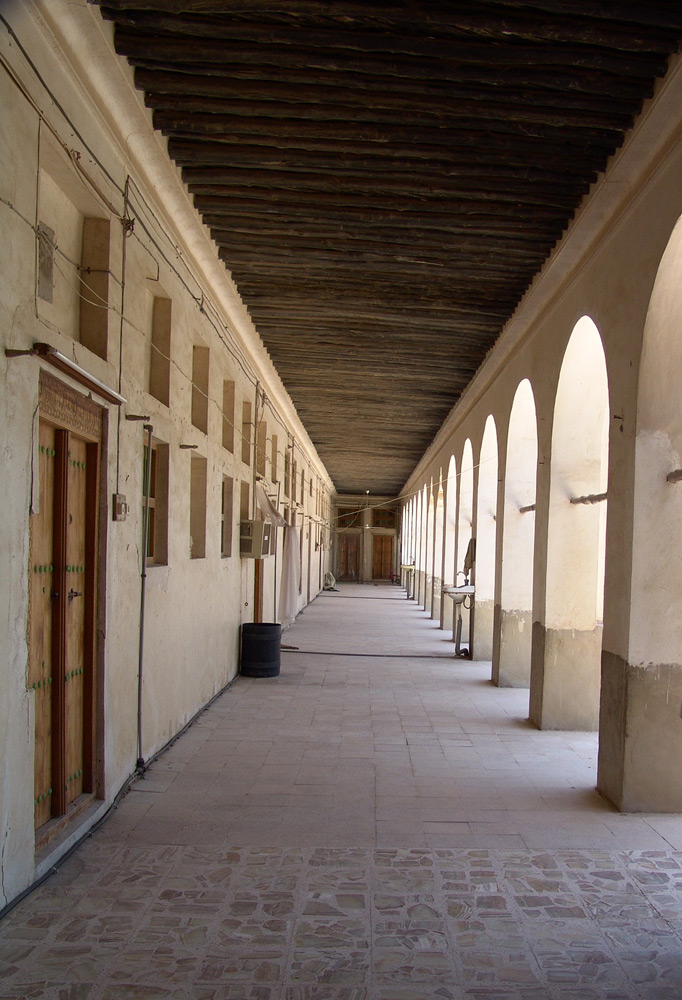